# 12411 Tannokayo
12411 Tannokayo (tên chỉ định: 1995 SQ3) là một tiểu hành tinh vành đai chính. Nó được phát hiện bởi Kin Endate và Kazuro Watanabe ở Đài thiên văn Kitami ở Hokkaidō, Nhật Bản, ngày 20 tháng 9 năm 1995. Nó được đặt theo tên Kayo Tanno, a Japanese elementary school science teacher.